# Émilie Chandler
Pour les articles homonymes, voir Chandler.
Émilie Chandler, née le 29 avril 1983 à Charleville-Mézières, est une avocate et une femme politique française, membre du parti Renaissance.

## Biographie

### Parcours associatif et militant
Après avoir obtenu un DESS de droit de l'entreprise médicale et pharmaceutique à l'Université de Nancy II et un DEA d'histoire du droit à l'université Paris-Sud (Paris XI), Émilie Chandler devient, en 2009, avocate en droit de la santé et droit des affaires.
Par la suite, elle a été élue, en 2016, présidente de la Fédération nationale des unions des jeunes avocats, membre du conseil de l'Ordre du barreau de Paris de 2019 à 2021 et membre du Conseil National des barreaux (CNB) de 2021 à 2022.
Elle est présidente fondatrice du Cercle Rimbaud.

### Parcours politique
Lors des élections législatives de 2022, elle est candidate pour Ensemble, la majorité présidentielle, dans la première circonscription du Val-d'Oise. Au premier tour, elle arrive en deuxième position avec 23,8 % des voix, derrière la candidate LFI - NUPES Leila Ivorra. Elle est élue députée le 19 juin 2022, remportant le second tour avec 52,5 % des voix.
Siégeant à l'Assemblée Nationale au sein de la Délégation aux droits des Femmes et à la Commission des lois, elle est missionnée fin septembre 2022 par la première ministre Élisabeth Borne sur le traitement judiciaire des violences intra-familiales avec la sénatrice centriste Dominique Vérien.
Aux élections législatives de 2024, elle atteint la troisième place au premier tour du scrutin avec 25,5 % des voix. Elle refuse alors de se désister selon le barrage républicain, au profit du candidat du Nouveau Front Populaire ayant recueilli 30,8 % des voix, afin d'affronter la candidate du Rassemblement National arrivée en première position avec 33,6 % des suffrages. Elle perd finalement son siège de députée sortante en arrivant en dernière place du second tour avec 25,9 % des voix. Le candidat de gauche finit deuxième avec 36,6 % des voix, juste derrière la candidate du Rassemblement National, élue députée avec 37,5 % des voix.
Elle rejoint quelques mois plus tard le cabinet d'Aurore Bergé, en qualité de directrice de cabinet adjointe.

## Controverses

### Mensonge
Médiapart révèle en juillet 2024 qu'elle a touché de l’argent de l’État comme avocate en faisant croire qu’elle participait au procès des attentats du 13 novembre 2015 alors qu’elle menait campagne. Des avocats vacataires badgaient à sa place, lui permettant de percevoir des rémunérations pour des audiences auxquelles elle n'assistait pas.

## Résultats électoraux

### Élections législatives
| Année | Parti et coalition | Parti et coalition | Circonscription   | 1er tour | 1er tour | 1er tour | 2d tour | 2d tour | 2d tour | Issue  |
| Année | Parti et coalition | Parti et coalition | Circonscription   | Voix     | %        | Rang     | Voix    | %       | Rang    | Issue  |
| ----- | ------------------ | ------------------ | ----------------- | -------- | -------- | -------- | ------- | ------- | ------- | ------ |
| 2022  |                    | LREM (ENS)         | 1re du Val-d'Oise | 9 472    | 23,80    | 2d       | 18 777  | 52,40   | 1er     | Élue   |
| 2024  |                    | Renaissance (ENS)  | 1re du Val-d'Oise | 14 244   | 25,46    | 3e       | 14 494  | 25,86   | 3e      | Battue |